# Nigrolentilocus lotorum
Nigrolentilocus lotorum är en svampart som först beskrevs av Morgan-Jones, och fick sitt nu gällande namn av R.F. Castañeda & Heredia 2001. Nigrolentilocus lotorum ingår i släktet Nigrolentilocus och familjen Melanommataceae.   Inga underarter finns listade i Catalogue of Life.